# Amanda Detmer
Amanda Jeannette Detmer (Chico, California, 27 de septiembre de 1971) es una actriz estadounidense.

## Primeros años
Detmer nació en el Chico, California. Asistió a la Universidad Estatal de California para su educación universitaria. Para estudiar actuación se trasladó a Nueva York y se matriculó en la Tisch School of the Arts.

## Carrera
Inició su carrera como actriz a comienzos de la década de los 90, interviniendo en telefilmes, películas y en series como To Serve and Protect (1999), Ryan Caulfield: Year One (1999) o M.Y.O.B. (2000).
Más tarde participó en A.U.S.A. (2003) y apareció en un episodio de CSI: Miami.
Su primer papel en el cine fue en la comedia Muérete, bonita (1999), una película sátira sobre los concursos de belleza. Con posterioridad formó parte del reparto de Destino final (2000), Tres idiotas y una bruja (2001) y Big Fat Liar (2002).
Además, trabajó en televisión en las series El mentalista y Necessary Roughness.

## Filmografía
| Cine | Cine                        | Cine                   | Cine                                                                     |
| Año  | Título                      | Rol                    | Notas                                                                    |
| ---- | --------------------------- | ---------------------- | ------------------------------------------------------------------------ |
| 1995 | Inocencia robada            | Dannie Baldwin         | Película para televisión                                                 |
| 1999 | Muérete, bonita             | Srta. Minneapolis      |                                                                          |
| 1999 | A Little Inside             | Sarah Parker           |                                                                          |
| 2000 | Destino final               | Terry Chaney           |                                                                          |
| 2000 | Boys and Girls              | Amy                    |                                                                          |
| 2001 | Tan perversa como el diablo | Sandy Perkus           |                                                                          |
| 2001 | The Majestic                | Sandra Sinclair        |                                                                          |
| 2002 | Big Fat Liar                | Monty Kirkham          |                                                                          |
| 2002 | Last Seen                   | Jennifer Langson       |                                                                          |
| 2002 | Puedes besar a la novia     | Danisa "Danni" Sposato |                                                                          |
| 2003 | Picking Up & Dropping Off   | Jane                   | Película para televisión                                                 |
| 2003 | All Grown Up                | Gina McSert            | Película para televisión                                                 |
| 2003 | Destino final 2             | Terry Chaney           | Sin acreditar Fotografía del cadáver de Terry después de ser atropellada |
| 2003 | Patching Cabbage            | Rhonda                 | Cortometraje                                                             |
| 2004 | Los fines de semana         | Carolyn McIntyre       | Película para televisión                                                 |
| 2004 | Retrato                     | Esther                 | Cortometraje                                                             |
| 2005 | Lucky 13                    | Amy                    |                                                                          |
| 2005 | Solo en una muchedumbre     | Calleigh               | Cortometraje                                                             |
| 2005 | Dating Extreme              | Lindsay Culver         |                                                                          |
| 2006 | Final Move                  | Amy Marlowe            |                                                                          |
| 2006 | Jam                         | Amy                    |                                                                          |
| 2006 | You, Me and Dupree          | Annie                  |                                                                          |
| 2006 | Prueba de mentiras          | Christine Hartley      | Película para televisión                                                 |
| 2007 | 1,321 mil Clover            | Sharon Tuttle          | Película para televisión                                                 |
| 2007 | Making It Legal             | Amber Witz             | Película para televisión                                                 |
| 2008 | El crudo estadounidense     | Olivia                 |                                                                          |
| 2008 | American East               | Kate                   |                                                                          |
| 2008 | Solo con los padres         | Sasha                  | Película para televisión                                                 |
| 2011 | Destino final 5             | Terry Chaney           | Cameo                                                                    |
| 2011 | Shape                       | Joi                    | Cortometraje                                                             |
| 2012 | For Spacious Sky            | Meg                    | Cortometraje                                                             |
| 2015 | Lethal Seduction            | Tanya Richards         | Película para televisión                                                 |
| 2015 | The Week                    | Jessie Briggs          |                                                                          |
| 2016 | Baseball and the Ballerina  | Sarah Parker           |                                                                          |
| 2017 | Pure Country: Pure Heart    | Elizabeth Spencer      |                                                                          |
| 2020 | A California Christmas      | Wendy                  |                                                                          |

| Televisión | Televisión                   | Televisión                       | Televisión                                                       |
| Año        | Título                       | Rol                              | Notas                                                            |
| ---------- | ---------------------------- | -------------------------------- | ---------------------------------------------------------------- |
| 1999       | Servir y proteger            | Tyler Harris-Carr                | Miniserie de televisión                                          |
| 1999       | Ryan Caulfield: Year One     | Casey                            | Episodio: "Pilot" Episodio: "Po-Piggity and Other Racial Slurs"  |
| 2000       | M.Y.O.B.                     | Lisa Overbeck                    | 4 episodios                                                      |
| 2003       | A.U.S.A.                     | Susan Rakoff                     | 8 episodios                                                      |
| 2003       | Sue Thomas, el ojo del FBI   | Invitada de la boda              | Episodio: "El fugitivo"                                          |
| 2003       | Miss Match                   | Gabrielle Davis                  | Episodio: "I Got You Babe"                                       |
| 2004       | CSI: Miami                   | Sra. Mancini                     | Episodio: "Asesinato en Flash"                                   |
| 2006-2007  | What About Brian             | Deena Greco                      | 24 episodios                                                     |
| 2007       | Law & Order: Criminal Intent | Tammy Mills                      | Episodio: "Lonelyville"                                          |
| 2008       | Psych                        | Ciaobella                        | Episodio: "Black and Tan: A Crime of Fashion"                    |
| 2009       | Medium                       | Sarah                            | Episodio: "All in the Family"                                    |
| 2009       | Private Practice             | Morgan Gellman                   | 5 episodios                                                      |
| 2010       | The Vampire Diaries          | Trudie Peterson                  | Episodio: "A Few Good Men"                                       |
| 2011       | Man Up!                      | Brenda Hayden / Bridgette Hayden | 13 episodios                                                     |
| 2011-2013  | Necessary Roughness          | Jeannette Fiero                  | 11 episodios                                                     |
| 2012       | The Exes                     | Jill                             | Episodio: "Sister Act"                                           |
| 2012       | El mentalista                | Nicola Karlsen                   | Episodio: "El billete Carmesí"                                   |
| 2013       | Two and a Half Men           | Meghan                           | Episodio: "My Bodacious Vidalia"                                 |
| 2014       | Baby Daddy                   | Margot                           | Episodio: "Send in the Clowns" Episodio: "Play It Again, Bonnie" |
| 2015       | Battle Creek                 | Lydia Conrad                     | Episodio: "Regreso a casa"                                       |
| 2016       | Second Chance                | Helen Pritchard                  | 8 episodios                                                      |
| 2016       | The Night Shift              | Katherine Santiago               | Episodio: "Unexpected"                                           |
| 2017       | Red Blooded                  | Randa Post                       |                                                                  |
| 2018-19    | Empire                       | Tracy Kingsley                   | Papel recurrente, 14 episodios                                   |
| 2019       | Family Reunion               | Haven Sheeks                     | Episodio: "Remember Macho Mazzi?"                                |